# 전략산업
전략산업(戰略産業)은 경제 성장을 추진하는 중핵체의 역할을 하는 산업 부문이다. 생산의 파급 효과가 크고 고용 흡수력이 큰 점이 특징이다. 수출 확대에 공헌하는 것이 그 요건이다. 중앙정부 뿐 아니라 지방정부에서도 지역의 특색을 살려서 자율적으로 특정 산업을 전략산업으로 지정 및 육성하기도 한다.
1. ↑  “(사용안함) 5대 전략산업 전면 개편 : 부산광역시 경제”. 2020년 3월 30일에 확인함.